# Brigitte Bond
Brigitte Bond, també coneguda com a Brigitte St. John (nascuda al voltant de 1944, fl. 1964–1976) va ser una cantant de ska, actriu i intèrpret de cabaret, la foto de la qual de 1964 amb Prince Buster va inspirar el logotip de Beat Girl de la banda de ska The Beat.

## La vida
La premsa sovint la va descriure com a francesa, de Marsella, o maltesa. En una entrevista Brigitte va afirmar que tenia una mare italiana, un pare francès i que havia nascut a Malta. El 1964, Brigitte Bond, de 19 anys, va debutar com a cantant al The 2i's Coffee Bar, on va ser observada per Tom Littlewood i va signar amb ella. Va publicar llavors un senzill de 45 rpm amb les cançons Blue Beat Baby i Oh Yeah Baby amb una banda de suport anomenada The Bluebeats. El 25 de febrer de 1964, Brigitte amb altres fans es trobava a l'⁣aeroport d'Heathrow per donar la benvinguda a Prince Buster a Anglaterra, i es va fer la famosa foto dels dos girant i ballant. A l'abril va actuar al The Flamingo Club del Soho de Londres. Al maig va conèixer a Sir John Waller, qui se li va proposar en matrimoni i va anunciar ràpidament el compromís a la premsa. L'acord es va cancel·lar ràpidament, quan Waller es va assabentar que, com a dona trans, Brigitte no podia portar-lo a ser hereu (degut als requisits per accedir a la seva herència completa). Brigitte va continuar amb la seva carrera, actuant a l'⁣Astor Club i canviant la direcció a Arthur Lowe Agency. Després d'una petita gira per Àfrica (Kènia i Rhodèsia), Brigitte va actuar al Pelican Club del Soho, fins que va ser atacada per ballarines nues (Brigitte va ser descrita a la premsa com "la pitjor" delinqüent). El 1965 Bond va fer una altra gira africana (Sud-àfrica i Rhodèsia), i després es va traslladar a l'Espanya franquista per a una residència a Madrid.
El 17 de juny, Brigitte va causar una commoció durant la visita de Billy Graham al Soho en pujar a un cotxe i va protestar pels seus ensenyaments sobre la pecaminositat de les minifaldilles. Això li va fer guanyar un lloc a la portada de The Sunday Mirror. Al voltant de 1967 va començar a actuar amb el nom de Brigitte St. John. Va afirmar que va estar al Casino Royale de 1967, però, no hi estava acreditada. Va fer un paper de ballarina a Herostratus el mateix any, i després de traslladar-se a Espanya va protagonitzar dues pel·lícules més el 1968 i el 1969.
A Espanya Brigitte es va centrar en les actuacions de cabaret, convertint-se en supervedette. Va actuar amb Coccinelle el juny de 1968, i el 1974 amb Paco España al Gay Club, el primer club LGBT de Madrid. En una entrevista d'abril de 1976 a la premsa espanyola, Brigitte va revelar que estava casada i vivia a la Campania italiana, i que el seu nom real era Giovanna. Després d'aquesta data no va fer cap aparició pública i es desconeix la seva vida posterior.
Melody Maker va incloure la fotografia de 1964 de Brigitte i Prince Buster a l'article de 1979 sobre història de l'ska. Quan la banda d'ska The Beat va demanar un logotip de la banda a Hunt Emerson per al seu primer àlbum, va crear un personatge de la fotografia de referència de The Beat Girl reimpresa a Melody Maker.

## Discografia
- Brigitte Bond i The Bluebeats. Blue Beat Baby / Oh Yeah Baby single, 1964, Blue Beat Records

## Filmografia
- Herostratus. Amb Brigitte St. John com a ballarina. Regne Unit, 1967.
- 1001 Nights. Amb Brigitte St. John com a ballarina. Espanya i Itàlia, 1968.
- The Emerald of ARtatama. Amb Brigitte St. John com a Brigitte. Espanya, 1969.